# Codex Urbanus
Codex Urbanus est un artiste français né le 15 décembre 1974 qui s'inscrit dans le mouvement de l'art urbain (ou street art). Il est particulièrement actif à Montmartre (Paris), où il crée un bestiaire fantastique depuis 2011.

## Le Bestiaire Vandale
Codex Urbanus tire son nom du bestiaire qu'il dessine dans la rue, et qui signifie manuscrit urbain en latin. Il s'agit d'une suite de chimères dessinées au marqueur à peinture et toujours numérotées et accompagnées de leur nom binomial en latin. 
Codex Urbanus a commencé en 2011 en collant des plaques de céramiques peintes, puis il est rapidement passé au dessin en vandale directement sur le mur à la suite des nombreux vols de ses plaques.
Aujourd'hui ce sont plus de 595 animaux qui ont défilé sur les murs de la ville.
Son style se veut très libre, s'inspirant à la fois de l'enluminure médiévale, des gravures anciennes, des chimères de Jérôme Bosch jusqu'aux créatures de dessinateurs de Bande dessinée comme Joann Sfar. Il est plus animé par l'expression d'un imaginaire que par la recherche d'une excellence graphique.
En 2021, pour les 400 ans de la naissance de Jean de La Fontaine, Codex Urbanus compose et illustre une "Fable Subie"  par semaine, en réponse aux "Fables Choisies" de La Fontaine, qui met en scène ses chimères hybrides et qu’il colle dans la rue dans le 18e arrondissement de Paris.

exemples du Bestaire Vandale

## Autres réalisations

### Festivals
En tant qu'Artiste Urbain français, Codex Urbanus a participé à plusieurs manifestations autour de ce mouvement, comme Rue des Arts à Aulnay-sous-Bois ou In Situ Festival à Aubervilliers en 2014.
Il peint également des murs au festival annuel américain Burning Man, chaque année, de 2012 à 2018.
Au printemps 2017, il est l'un des 10 artistes invités à la dixième édition du festival de street art et de musique K-LIVE, à Sète.
Codex Urbanus participe à DéDalE, à Vannes en 2018, à Grimaud Art Urbain en 2020 et 2021, au Colorz Festival de Paris en 2021 ainsi qu’au Festival Résonances Urbaines de Saint-Raphaël, où il réalise un mur pérenne et codé pour commémorer le retour d’Égypte du général Napoléon Ier dans le vieux port.
En 2022, il participe à la UrbanArt Biennale de l'Usine sidérurgique de Völklingen, en Allemagne, classée au patrimoine mondial de l'UNESCO.

### Expositions
Depuis sa première exposition en 2013 à la galerie parisienne Le Cabinet d'Amateur, intitulée Bestiarium Urbanus, Codex Urbanus a exposé dans de nombreuses galeries parisiennes d'art urbain (Galerie Ligne 13, Nunc Galerie, Akiza la galerie, etc.)
Il participe en septembre 2014 à l'exposition Dalí Fait le Mur à l'Espace Dalí.
En mai 2015, Codex Urbanus organise l'exposition Street Fans au Musée de l'Éventail.
En mai 2016, il expose pendant deux semaines au Musée Gustave Moreau, à Paris, dans le cadre de la Nuit européenne des musées.
D'avril à septembre 2017, Codex Urbanus est l'invité de l'Aquarium de Paris - Cinéaqua, qui lui donne carte blanche pour dessiner sur les murs un bestiaire aquatique de chimères : "Codex en eaux fantastiques".
En juin 2018, il intervient au Musée des Égouts de Paris, avec l'exposition "Légendes Souterraines", dans laquelle il fait dialoguer mythes urbains et l'histoire des égouts.
En septembre 2019, il expose en solo à la fois au sein de la boutique historique du taxidermiste Deyrolle et autour des Journées européennes du patrimoine dans l'Hôtel des archevêques de Sens, dans l'exposition "Traversées du Marais, Codex Urbanus à la bibliothèque Forney" où il crée la bibliothèque fantasmée de l'Archevêque Tristan de Salazar sur le thème des voyages dans des pays légendaires (Gomorrhe, Innsmouth, le Mont Analogue, etc.)
En octobre 2020, Codex Urbanus intervient dans les salles du Château de Malmaison pour proposer le parcours artistique "Chimères impériales, Chimères Vandales" sur le thème de la conquête, de l’amour et du pouvoir au sein même de la maison de Napoléon Ier et Joséphine de Beauharnais, en traçant des parallèles entre la période napoléonienne et le street art.
De septembre 2021 à février 2022, c’est dans l’appartement parisien de Georges Clemenceau, transformé en musée, que Codex Urbanus intervient pour une carte blanche hommage au "Tigre".
D'avril à septembre 2022, l'artiste fait dialoguer des chimères urbaines avec les chimères médiévales des grimoires de la bibliothèque de l'Abbaye du Mont Saint-Michel, conservés dans Le Scriptorial, musée des manuscrits du Mont-Saint-Michel.
De septembre à fin décembre 2023, c'est au Musée du Parfum (Paris) Fragonard qu'il installe son bestiaire aux multiples fragrances, pour l'exposition "Codex Urbanus se met au parfum".

## Publications
- Codex Urbanus, Pourquoi l'art est dans la rue ? : origines et contours d'un mouvement majeur et sauvage de l'art contemporain, Critères éditions, 2018, 96 p. (ISBN 978-2-37026-068-0, présentation en ligne)Essai de l'artiste exposant les sources du mouvement de l'art urbain et ses contours. L'auteur y définit notamment le street art comme un mouvement artistique consistant à placer de l'art illégalement, gratuitement et systématiquement dans l'espace public.

- Antoine Téchenet et David Gilchrist, Codex Urbanus, a vandal bestiary, Grenoble, Critères éditions, 2015, 96 p. (ISBN 978-2-37026-019-2, présentation en ligne)Florilège des œuvres de Codex Urbanus

- Codex Urbanus et Chrixcel, Le Bestiaire Fantastique dans le Street Art, Paris, Éditions Alternatives, 2018, 240 p. (ISBN 978-2-07-275397-8, présentation en ligne)Livre où Codex Urbanus étudie la présence d'animaux fantastiques dans l'histoire de l'art en général et dans l'art urbain en particulier, et où Chrixcel fait le portrait de 21 street artists se spécialisant dans le bestiaire fantastique, dont Codex Urbanus.

- Codex Urbanus, Chimères Vandales (2012-2017), Paris, Omniscience, 2021, 408 p. (ISBN 979-10-97502-31-7, présentation en ligne)Inventaire exhaustif des quelque 300 créatures dessinées dans la rue entre 2012 et 2017, accompagnées de Haïkus

- Codex Urbanus, Fables Subies, Critères éditions, 2021, 408 p. (ISBN 978-23-70260-87-1)Recueil des 50 fables composées et illustrées pour les 400 ans de Jean de La Fontaine et ses Fables Choisies

- Codex Urbanus, Promenade, Forgotten Dreams, 2022, 255 p. (ISBN 978-2-9579323-1-3, présentation en ligne)Roman relatant les déambulations de l'artiste dans une ville inconnue sur un archipel mystérieux...

- Codex Urbanus, Petit atlas de poche du street art de Paris et sa banlieue (à l'usage du promeneur ou de l'amateur), Omniscience, 2024, 320 p. (ISBN 979-10-97502-79-9, présentation en ligne)Guide d'art urbain fonctionnant comme un herbier et permettant de reconnaître 150 street artists oeuvrant régulièrement et sans autorisation dans les rues d'Île-de-France, avec des informations biographiques, artistiques et techniques sur chacun d'entre eux.